# Орчо войвода
Иван Маринов Парпулов, известен като Орчо войвода или Ворчо войвода е български хайдутин и революционер, участник в Априлското и Кресненско-Разложкото въстание.

## Биография
Роден е в 1829 година в град Панагюрище, тогава в Османската империя. Учи в родния си град. Открива препис на „История славянобългарска“ и я прочита. Узнавайки че в района на Централния Балкан действа хайдушка чета, Иван Парпулов я открива и обикаля 8 месеца. След като научава, че е започнала Кримската война (1853 – 1856), Орчо уговаря другарите си да отидат в Русия. След двумесечен преход достигат до Скадовск, където се сформират доброволчески части към руската армия. Участва като доброволец на руска страна, за което е награден с Георгиевски кръст.
След приключването на Кримската война отива в Молдова, а после във Влашко. Свързва се с БРЦК. През 1875 г. го назначават за член на комитетската тайна полиция. По време на Априлското въстание е знаменосец в Хвърковатата чета на Георги Бенковски. С Павел Бобеков и Манчо Манев освобождава затворените в Копривщица ръководители. След разгрома на въстанието е заловен в Габровския балкан и е осъден на доживотно заточение в Геваш, на брега на езерото Ван. По пътя прави един неуспешен опит за бягство, но вторият е сполучлив. Добира се до Черно море, но е заловен от турски военен кораб и е заточен. Освободен е с амнистията от 1878 година след края на Руско-турската война.
През 1879 година участва в Кресненското въстание като войвода на голяма чета доброволци от Панагюрско. По време на Съединението в 1885 година е войвода на Панагюрската чета. Участва като доброволец в избухналата след това Сръбско-българска война.

## Памет
Името „Орчо войвода“ носят улица в софийския квартал „Овча купел“ (Карта) и стадионът в Панагюрище, а през май 2006 година в родния му град е открит негов паметник.